# Günther Ziehl

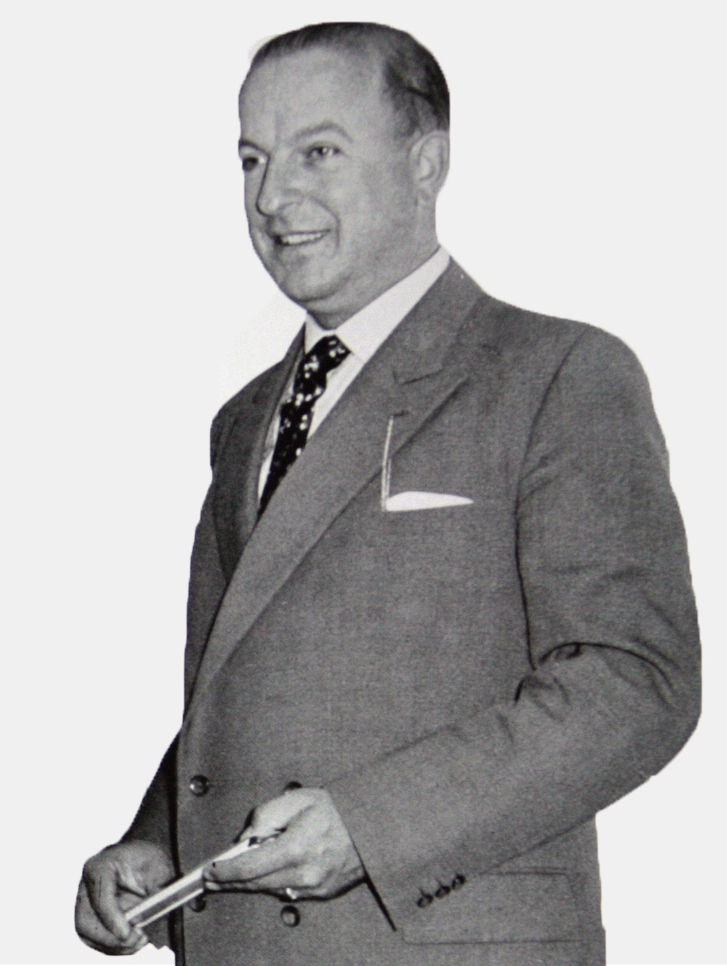
Günther Ziehl

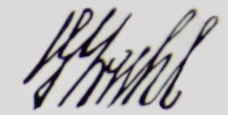
Unterschrift von Günther Ziehl

Günther Ziehl (* 5. September 1913; † 20. Juli 2002) war ein deutscher Ingenieur und Geschäftsführer. Sein Vater Emil Ziehl gründete die Firma Ziehl-Abegg, die Günther Ziehl später erbte und wiederaufbaute.

## Leben

### Kindheit
Günther Ziehl wurde am 5. September 1913 in Berlin-Weißensee geboren. Zu diesem Zeitpunkt war die Firma seines Vaters Emil Ziehl gerade seit drei Jahren am Laufen. Emil Ziehl nahm seinen Sohn oft mit ins Unternehmen und weckte damit dessen Interesse für technische Zusammenhänge.

### Einstieg bei Ziehl-Abegg
Günther Ziehl begann nach seinem Abitur im Jahr 1934 an der Technischen Hochschule in Berlin-Charlottenburg ein Ingenieursstudium. Emil Ziehl erteilte ihm 1939 kurz vor seinem Tod die Generalvollmacht über die Firma; Günther Ziehl befand sich gerade in der Examensvorbereitung. Die Generalvollmacht galt explizit über das Ableben des Firmengründers hinaus, und Günther Ziehl wurde im Alter von 25 Jahren Inhaber und Lenker von Ziehl-Abegg. Der Student übernahm somit die Verantwortung über mehr als 1000 Arbeitsplätze.
Wenige Wochen nach der Beerdigung seines Vaters absolvierte Günther Ziehl sein Diplom als Ingenieur. Er konzentrierte sich auf die Familienfirma und forcierte den weiteren Ausbau von Ziehl-Abegg. Die Produktion in Berlin-Weißensee wuchs so, dass Anfang der 40er Jahre der Großteil aller deutschen Aufzugsmotoren von Ziehl-Abegg geliefert wurde.

### Kriegsende und Wiederaufbau
Den Krieg überstanden die Produktionsanlagen von Ziehl-Abegg in Berlin-Weißensee weitgehend unbeschadet. Die russischen Besatzer enteigneten nach Kriegsende Günther Ziehl und forderten ihn auf, die kompletten Produktionsanlagen zu demontieren und auf Eisenbahnwaggons verladen zu lassen. Alles sollte nach Russland gebracht werden. Günther Ziehl selbst drohte die Gefahr, den Transport begleiten und in Russland die Produktion wieder starten zu müssen. Daher sah er für sich und seine Familie keine andere Lösung, als heimlich zu flüchten.
Die Firma wurde demontiert und die Villa in Berlin konfisziert. In Füssen begann Günther Ziehl als einfacher Transportarbeiter, um den Lebensunterhalt für seine Familie zu verdienen. Abends klapperte er die Bauern in der Umgebung ab, um dort Elektrogeräte zu reparieren – als Bezahlung nahm er Lebensmittel entgegen. Seine offene Art und sein Händchen für Elektromotoren ließen seinen Kundenkreis schnell wachsen. Daher beantragte er 1947 die offizielle Zulassung als Elektrobetrieb.
Die Zuverlässigkeit von Ziehl-Abegg als Motorenbauer und -lieferant führte dazu, dass Stahl Aufzugstechnik wieder Kontakt zur Familie Ziehl aufnahm. Das schwäbische Unternehmen war zum Schutz vor alliierten Bombern in Kriegszeiten von Stuttgart nach Künzelsau verlegt worden. Und dort suchten die Aufzugsbauer wieder nach einem verlässlichen Experten in Sachen Elektromotoren.
Wichtige Voraussetzung für die Nutzung des Unternehmensnamens und aller Patente war, dass Günther Ziehl bis Kriegsende Alleingeschäftsführer von Ziehl-Abegg gewesen war. Dies erleichterte den zügigen Neustart als Motorenbauunternehmen. Dazu kam, dass Günther Ziehl bei seiner Flucht auch zahlreiche Konstruktionsunterlagen hatte mitnehmen können. 
Ab 1949 wuchs Ziehl-Abegg in Künzelsau wieder zu einem angesehenen Unternehmen und entwickelte sich zu einem verlässlichen Lieferanten. Heinz Ziehl war nach der Gefangenschaft von seinem Bruder Günther zu der neuen Ziehl-Abegg-Gesellschaft geholt worden. Beide Brüder führten die Firma weiter.

## Ehrenamtliches Engagement
In Künzelsau engagierte sich Günther Ziehl für die Belange älterer Menschen. So war er einer der Treiber des Hauses der Begegnung, einem Treffpunkt für Senioren und Seniorinnen. Dazu stellte er ein Gebäude zur Verfügung, das er privat gekauft hatte. Er organisierte jedes Jahr Besuche in die Altenheime des Kreises, bei denen er mit den Hohenloher Weinköniginnen auch kleine Geschenke mitbrachte. Das „Haus der Begegnung“ fand damals bundesweit Anerkennung, weil es eine der ersten Einrichtungen dieser Art in Deutschland war. Außerdem engagierte sich Günther Ziehl bundesweit in Organisationen für ältere Menschen und übernahm dort auch ehrenamtliche Funktionen. Für sein Engagement wurde er mit dem Bundesverdienstkreuz ausgezeichnet. Günther Ziehl starb am 20. Juli 2002 in Künzelsau.

## Weitere Ehrungen
Das Werk ZA Kupferzell im Gewerbepark Hohenlohe liegt seit Sommer 2014 an der Günther-Ziehl-Straße. Mit der Benennung der Straße nach dem ältesten Sohn von Firmengründer Emil Ziehl würdigen die Stadt- und Gemeinderäte im interkommunalen Gewerbegebiet Leben und Wirken von Günther Ziehl.